# مشارة (غرب كارون)
مشارة (بالفارسية: مشارع) هي منطقة سكنية تقع في إيران في قسم غرب كارون الريفي.